# Landråd
Landråd (ty: Landrat) er i Tyskland betegnelsen for den øverste embedsmand i den civile forvaltning i en Kreis. Landråden er samtidig den laveste statslige administrative myndighed. 
Funktionen landråd stammer fra Preussen.
Landråd var (også før 1864) i Hertugdømmerne betegnelsen for en hertugeligt udpeget embedsmand, som næsten altid blev valgt blandt de adelige godsejere.
| Forvaltning | Spire Denne artikel om forvaltning er en spire som bør udbygges. Du er velkommen til at hjælpe Wikipedia ved at udvide den. |